# Вязьма-Брянське сільське поселення
Вя́зьма-Бря́нське сільське́ посе́лення (рос. Вязьма-Брянское сельское поселение) — муніципальне утворення в складі Вяземського району Смоленської області, Росія. Адміністративний центр — Вязьма-Брянська.
Населення — 5005 осіб (2007).

## Склад
До складу поселення входить 6 поселень:
| Населений пункт | Населення, осіб (2007) |
| --------------- | ---------------------- |
| Вязьма-Брянська | 3244                   |
| Вассинкі        | 175                    |
| Городок         | 1336                   |
| Жєлєзнодорожний | 16                     |
| Зелений         | 14                     |
| Пєвне           | 220                    |